# Schwieberdingen
Schwieberdingen là một thị xã ở tây nam nước Đức. Đô thị này có diện tích 14,87 km², dân số thời điểm ngày 31 tháng 12 năm 2006 là 11.010 người. Thị xã được lập năm 1304, có cự ly 10 km so với Ludwigsburg và 14 km away so với Stuttgart, thủ phủ Baden-Württemberg.
Phía tây nam thị xã có lâu đài Nippenburg.

## Thư viện ảnh

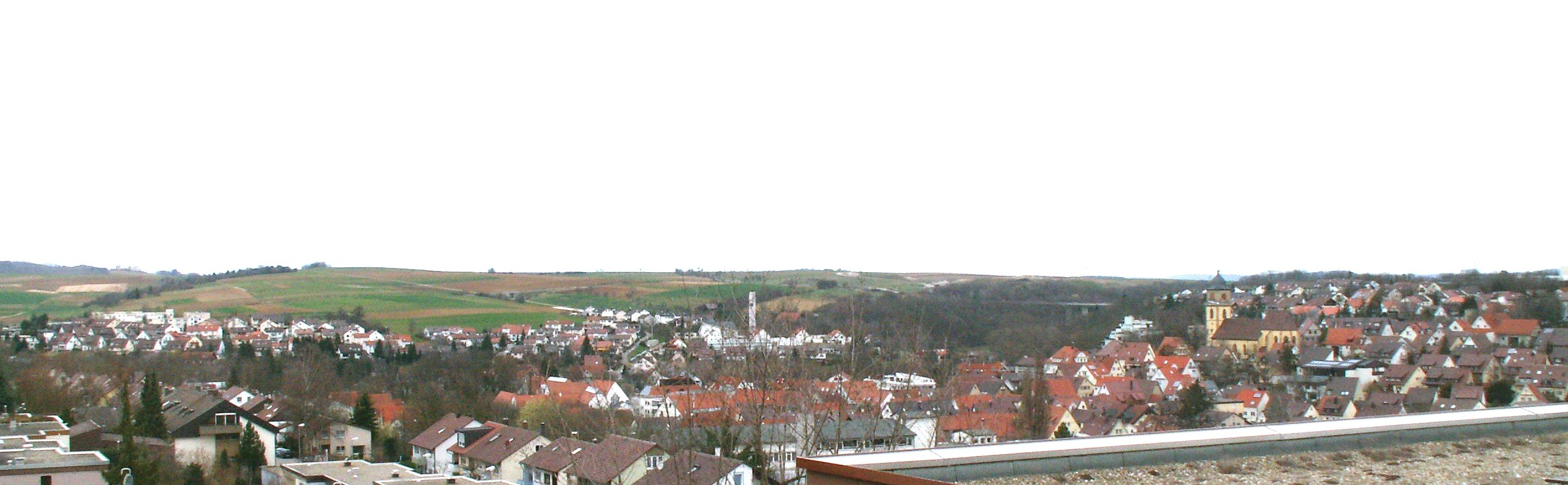
Toàn cảnh Schwieberdingen